# Бахтаров, Василий Ильич
Василий Ильич Бахтаров (17 марта 1937, Волновахский район, Сталинская область — 31 марта 1996) — румейский поэт и переводчик. Подписывал произведения румейской формой своего имени — Василис Бахтарис.

## Биография
Василий Бахтаров родился 17 марта 1937 года в греческой крестьянской семье, в селе Бугас, Волновахского района, Донецкой области. Среднюю школу Василий окончил в родном селе, а в 1960—1961 годах учился в Мариупольском техническом училище.
Бахтаров сменил несколько профессий, служил в армии, был колхозником, преподавал трудовое обучение в Бугасской средней школе; долгое время работал на строительстве (в тресте «Ждановсельстрой» и других строительных организациях), плотником в шахте имени Максима Горького в Донецке. В конце жизни проживал в Донецке, но похоронен в Бугасе.
С 1995 года Бахтаров состоял членом Национального союза писателей Украины.
Умер Бахтаров 31 марта 1996 года.

## Творчество
Активно выступал за возрождение родного языка и культуры донских греков. В зрелом возрасте посещал курсы новогреческого языка — но, по мнению филилога С. Калоерова, вряд ли смог бы полноценно писать на этом языке, поскольку занимался румейским языком.
Бахтаров начал сочинять стихи в 1957 году; считал себя учеником Антона Шапурмы. Печатался в периодике (преимущественно донецкой областной), в русских или украинских переводах. На украинский произведения Бахтарова переводили Анастасия Папуш, Иван Савич, Дмитрий Демерджи и другие. Бахтаров также принимал участие в переводных сборниках румейских поэтов, которые были подготовлены к печати ещё в советское время: «От берегов Азова» (1979, украинский язык) и «Чабрец» (1992, русский язык), а также во всех четырёх выпусках альманаха «Пирнэшу астру». На румейский язык Бахтаров переводил произведения Тараса Шевченко и Василия Стуса.
В 1990-е годы отдельными изданиями вышли его сборники «Источник» и «Колокол» (на румейском языке) и посмертное трехъязычное издание «Живи, Бугас!». Последнее издание состоит из трех частей:
- румейской «Бугас-ту ком Элладъа»,
- украинской «А я с детства мечтал быть солнцем…» и
- русской «Зачем на землю падает звезда…».

Редактором-составителем, автором вступительной статьи и послесловия к этой книге был грек-румей Донат Патрича.